# Mörk newtonia
Mörk newtonia (Newtonia amphichroa) är en fågel i familjen vangor inom ordningen tättingar som enbart förekommer på Madagaskar.

## Utseende och läte
Mörk newtonia är en liten och mörkbrun vanga. Ögat är brunt och undersidan gråaktig. Sången består av en komplex stigande och fallande melodi. Det mörkare ögat och överlag mörkare fjäderdräkten skiljer den från grå newtonia. Den är vidare klart mer färglös än den sällsynta arten roststjärtad newtonia.

## Utbredning och systematik
Fågeln förekommer i höglänt regnskog på östra Madagaskar. Den behandlas som monotypisk eller delas in i två underarter med följande utbredning:
- Newtonia amphichroa amphichroa – norra Madagaskar
- Newtonia amphichroa lavarambo – södra Madagaskar

## Levnadssätt
Mörk newtonia hittas i regnskog, huvudsakligen på medelhög höjd. Där är den energisk, ständigt på rörelse genom skogens mellersta skikt. Den ses vanligen i par.

## Status
Arten har ett stort utbredningsområde och internationella naturvårdsunionen IUCN kategoriserar arten som livskraftig. Beståndsutvecklingen är dock oklar.